# Janet Douglas
Janet Douglas, Lady Glamis, död 1537, var en skotsk adelskvinna. Hon avrättades för häxeri genom bränning på bål sedan hon anklagats för att ha försökt förgifta Jakob V av Skottland.